# 니우에
니우에(영어: Niue 뉴에이[*] /ˈnjuːeɪ/, 니우에어: Niuē 니우에)는 오세아니아의 폴리네시아에 있는 나라이다. 뉴질랜드 북동쪽, 통가의 동쪽, 사모아의 남쪽에 있다. 뉴질랜드와 자유연합 관계에 있으며, 군사와 외교는 뉴질랜드에 위임되어 있다. 국민은 뉴질랜드 국적이다.
총 면적은 259km2이며, 총 인구는 1,500-2,000명 정도지만, 경제 침체 등으로 점차 감소하고 있다. 수도는 알로피이고, 공용어는 니우에어와 영어이다. 입헌군주제로 원수는 영국 국왕 찰스 3세이며, 총독은 뉴질랜드 총독이 겸임하고 있다.
유엔 정식 회원국은 아니지만 유네스코(UNESCO), 세계보건기구(WHO) 등에서 회원국으로 활동 중에 있다.

## 역사
니우에에 인류가 언제 도달했는지는 알려진 것이 없으며, 고고학 연구에서 유추하면, 기원전 10세기 무렵 사모아와 통가에 라피타인이 도달함에 이어 식민지가 되었거나, 혹은 1세기에서 5세기 무렵 마르키즈 제도와 소시에테 제도에 폴리네시아 문화가 확산되는 과정에서 식민지가 되었을 것이라고 추측하고 있다.
니우에는 태평양의 다른 섬들과 지리적으로 단절되어 있었기 때문에 니우에의 역사가 기록되기 전까지의 많은 부분을 다른 태평양 지역의 공동체에서 전해지는 구전이나 설화에 의존한다.
언어학적 연구에서는 13세기에서 16세기에 걸쳐 통가 해상제국이 번성했던 시기에 이 세력권 아래에 들어 있던 것으로 보인다. 유럽인들이 폴리네시아 나타난 이후의 역사는 다음과 같다.
- 1774년 - 쿡 선장이 내항하다.
- 1846년 - 누카이 페니아미나들의 사모아인 기독교 선교사단이 진출하다.
- 1900년 - 니우에 국왕의 요청에 따라 영국의 보호령이 되다.
- 1901년 - 쿡 제도의 일부로 뉴질랜드의 속령이 되다.
- 1974년 - 내정 자치권을 획득하여, 뉴질랜드와 자유연합 국가가 되다.

## 지리
니우에와 가장 가까운 것은 정 서쪽으로 420 km 떨어진 통가의 바바우 군도이다. 뉴질랜드는 남서로 2300km나 떨어져 있다. 니우에에는 세계 최대의 산호초 섬이 있고, 해면상 약 60m에 걸쳐 있는 석회암 절벽이 서 있고, 그 지형이 거의 섬 전체로 이어지고 있다. 즉 대지 형태이며, 산악이나 호수 등은 존재하지 않는다. 섬의 모양은 남북이 조금 긴 타원꼴이다. 수도 알로피와 남부 아바테레는 만 형태의 지형이다. 인구의 대부분은 알로피를 중심으로 하여 북서부에서 서쪽 해안 지대에 집중되어 있다. 기후는 사바나로 11월부터 다음해 4월까지가 우기가 된다.
시차는 뉴질랜드 본토와 23시간이며, 본토 서머타임 채용 시 24시간 (하루 1일)이다.

## 외교

니우에
니우에와 외교 관계를 맺은 나라.
유럽 연합과의 외교 관계. 유럽 연합의 각 회원국들은 니우에와의 독자적인 외교 관계를 맺고 있지 않다.

## 문화
니우에인은 언어와 문화적인 측면에서 사모아인과 통가인의 강한 영향을 받았으며 주로 니우에인은 섬의 북쪽인 모투해변에 거주하는 사모아 계통의 사람들과 남쪽 타파이에 거주하는 통가 계통의 사람들로 이뤄져있다. 1849년 런던선교사회(London Missionary Society, LMS)는 첫번째 사모아인 선교사를 니우에섬에 파견했고, 그의 유럽인 아내가 이곳에 정착하면서 니우에섬에 처음으로 유럽인이 거주하기 시작했다. 니우에인들은 주로 개신교를 믿으며 이외 다른 기독교 종파로는 가톨릭, 후기성도회, 제칠일안식일예수재림교회, 사도교회(Apostolics), 여호와의 증인 등이 있다. 이후 많은 사람들이 니우에섬으로 들어오면서 니우에인 외에도 뉴질랜드인, 호주인, 사모아인, 통가인, 투발루인, 피지인들이 니우에섬을 구성하게 되었다.
니우에 신화는 후아나키와 파오 두 사람이 니우에에 처음으로 정착한 사람들이라고 전한다. 여기서 후아나키와 파오라는 사람이 처음 니우에에 정착한 사람들의 우두머리를 뜻하는 것인지 아니면 하와이의 마우이 설화에 등장하는 반인반신 쿠푸아를 뜻하는 것인지는 확실하지 않으나 태평양 지역의 신화들과 비슷한 특징을 공유한다.

## 기후
| 알로피의 기후            | 알로피의 기후 | 알로피의 기후 | 알로피의 기후 | 알로피의 기후 | 알로피의 기후 | 알로피의 기후 | 알로피의 기후 | 알로피의 기후 | 알로피의 기후 | 알로피의 기후 | 알로피의 기후 | 알로피의 기후 | 알로피의 기후   |
| 월                       | 1월           | 2월           | 3월           | 4월           | 5월           | 6월           | 7월           | 8월           | 9월           | 10월          | 11월          | 12월          | 연간            |
| ------------------------ | ------------- | ------------- | ------------- | ------------- | ------------- | ------------- | ------------- | ------------- | ------------- | ------------- | ------------- | ------------- | --------------- |
| 역대 최고 기온 °C (°F)   | 38 (100)      | 38 (100)      | 32 (90)       | 36 (97)       | 30 (86)       | 32 (90)       | 35 (95)       | 37 (99)       | 36 (97)       | 31 (88)       | 37 (99)       | 36 (97)       | 38 (100)        |
| 일평균 최고 기온 °C (°F) | 28 (82)       | 29 (84)       | 28 (82)       | 27 (81)       | 26 (79)       | 26 (79)       | 25 (77)       | 25 (77)       | 26 (79)       | 26 (79)       | 27 (81)       | 28 (82)       | 27 (81)         |
| 일일 평균 기온 °C (°F)   | 26 (79)       | 27 (81)       | 26 (79)       | 25 (77)       | 25 (77)       | 23 (73)       | 22 (72)       | 23 (73)       | 23 (73)       | 24 (75)       | 25 (77)       | 26 (79)       | 25 (77)         |
| 일평균 최저 기온 °C (°F) | 23 (73)       | 24 (75)       | 24 (75)       | 23 (73)       | 22 (72)       | 21 (70)       | 20 (68)       | 20 (68)       | 21 (70)       | 21 (70)       | 22 (72)       | 23 (73)       | 22 (72)         |
| 역대 최저 기온 °C (°F)   | 20 (68)       | 20 (68)       | 20 (68)       | 14 (57)       | 15 (59)       | 13 (55)       | 11 (52)       | 11 (52)       | 15 (59)       | 15 (59)       | 11 (52)       | 17 (63)       | 11 (52)         |
| 평균 강수량 mm (인치)    | 261.6 (10.30) | 253.6 (9.98)  | 305.6 (12.03) | 202.6 (7.98)  | 138.2 (5.44)  | 88.9 (3.50)   | 96.4 (3.80)   | 105.8 (4.17)  | 102.4 (4.03)  | 123.8 (4.87)  | 145.5 (5.73)  | 196.2 (7.72)  | 2,018.4 (79.46) |
| 출처: Weatherbase        |               |               |               |               |               |               |               |               |               |               |               |               |                 |

## 같이 보기
- 별하늘 찾기 운동

## 참고 자료
- Nunn, Patrick (2004년 1월). “Myths and the Formation of Niue Island, Central South Pacific”. 《The Journal of Pacific History》 (Taylor & Francis) 39 (1).